# Marin Sais
Marin Sais (2 de agosto de 1890 – 31 de dezembro de 1971) foi uma atriz estadunidense da era do cinema mudo. Sua carreira durou mais de quatro décadas, e ela atuou em mais de 200 filmes entre 1910 e 1953. Possivelmente, é mais lembrada pelos seus filmes Westerns.

## Biografia
Nascida em San Rafael, Califórnia, em uma família que, supostamente, era descendente de uma das primeiras famílias espanholas a se estabelecer na Califórnia, Marin Sais começou sua carreira na adolescência, depois de viajar para Nova Iorque onde ela apareceu em vaudeville.
Em 1910, aos vinte anos, Sais estreou na tela em Nova Iorque, no Vitagraph Studios, atuando na adaptação em curta-metragem sobre a obra de William Shakespeare, Twelfth Night, ao lado de atores notáveis como Florence Turner e Julia Swayne Gordon. Sais estrelou, então, uma série de curta-metragens de comédia para a Kalem Company, ao lado de atores como Ruth Roland, Marshall Neilan e Edward Coxen. Em 1911, Sais fez sua primeira aparição em um Western, The Ranger's Stratagem, que estreou o estilo que se tornaria uma marca em sua carreira dali em diante, pois raramente iria aparecer em outros gêneros de filme.

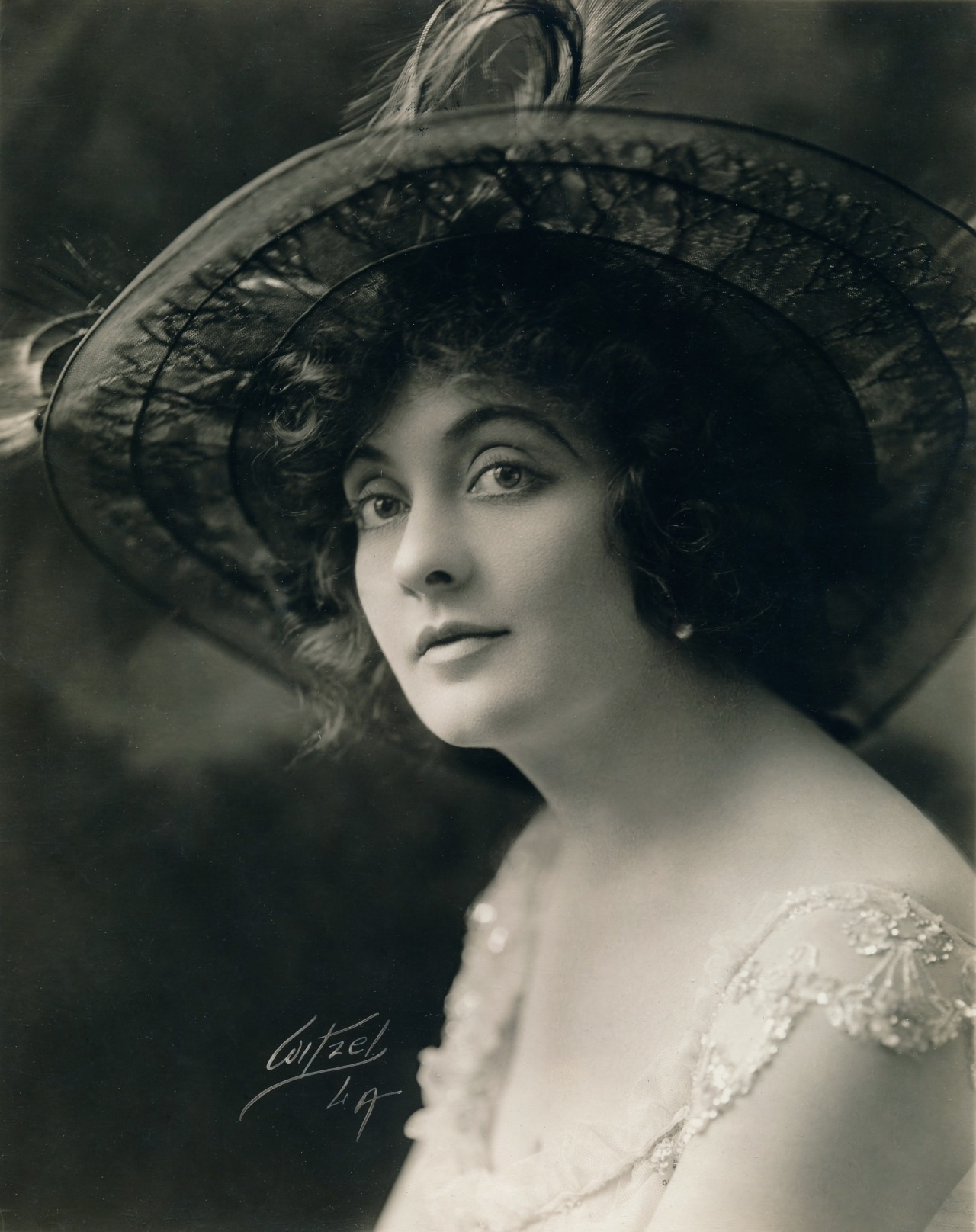
Moving Picture World, fevereiro de 1917

Durante a década de 1910, a carreira de Sais como uma atriz se fortaleceu, e ela mostrou sua versatilidade, aparecendo em gêneros variados como comédias curtas, Westerns, dramas, e no início de 1915 começou a aparecer em uma série de mistério dirigida por James W. Horne para a Kalem Company, sobre a personagem Nancy Drew, The Girl Detective. Os títulos eram: The Riddle of the Rings, The Secret Code, The Disappearing Necklace e The Vanishing Vases. Sais também continuou a trabalhar sob a direção de Horne em dezenas de curtas de western.
Em dezembro de 1915, Sais estava filmando um papel principal em locações no Deserto de Mojave, quando uma súbita tempestade de areia explodiu sobre ela. Ela e a equipe de filmagem ficaram presos por um dia, e a atriz sofreu mas se recuperou depois de alguns dias de descanso em Los Angeles, Califórnia. Em 1916, ela começou a aparecer como a personagem Barbara Brent em uma série de curta-metragens de Western dirigidas por James W. Horne.
Em 1918, Sais foi uma personalidade cinematográfica altamente popular e reconhecível publicamente, e foi escolhida para o filme mudo japonês do ídolo Sessue Hayakawa, para atuar ao lado dele em uma série de filmes, sendo o primeiro o drama racial The City of Dim Faces, de 1918, seguido por His Birthright, lançado no mesmo ano e também estrelado pela esposa de Hayakawa, a atriz Tsuru Aoki. A colaboração de Sais com Hayakawa terminou com o filme de 1919 Bonds of Honor, e no mesmo ano Sais atuou ao lado da atriz sueca Anna Q. Nilsson, no drama The Vanity Pool.
Em 1920, Sais casou com o ator de filmes mudos Jack Hoxie, que conhecera em 1916, no set de filmagem de Tigers Unchained, e foi seu segundo casamento. Os dois começaram a aparecer em uma série de filmes de Western, mas se divorciariam sete anos depois. Sais que raramente aparecia em filmes fora do gênero Western de 1920 em diante. Um filme notável do período foi dirigido por Bruce M. Mitchell, em 1924, The Hellion, ao lado do ator britânico Boris Karloff em um de seus primeiros papéis de destaque.

## Fim da carreira e morte
Na metade dos anos 1920, sua carreira foi declinando, e ela começou a atuar em filmes Westerns mais baratos. Essa tendência de Sais ao longo de sua carreira na década de 1930, já no cinema sonoro, rendeu-lhe o apelido de "Rainha dos Westerns-B". Durante a década de 1930, Sais apareceu em cerca de vinte filmes - todos Westerns exceto um papel não-creditado como Sra. Harper, em 1936, no cult clássico Reefer Madness.
A carreira de sais continuou ao longo da década de 1940 e na década de 1950, muitas vezes em papeis não creditados em Westerns de baixo orçamento. Duas exceções foram o popular filme de 1945 dirigido por Sam Newfield, Western Lightning Raiders, estrelado por Buster Crabbe, e o papel “The Duchess” no seriado de Red Ryder de 1949, estrelado por Jim Bannon. No início na década de 1950, ela fez uma incursão provisória na televisão, com uma participação especial na série de televisão “The Lone Ranger”. O último papel de Sais antes da aposentadoria foi um pequeno papel no filme feito para TV The Great Jesse James Raid, em 1953, em que não foi creditada.
Como estrela dos anos 1920, antes do final da Primeira Guerra Mundial, a casa de Sais foi em Glendale, Califórnia. Em seus últimos anos, Marin Sais retirou-se para a Motion Picture & Television Country House and Hospital, em Woodland Hills, Califórnia, onde residiu durante muitos anos. Ela morreu em 1971, de arteriosclerose cerebral, aos 81 anos de idade.

## Filmografia parcial
- Twelfth Night, 1910
- The Ranger's Stratagem, 1911
- The Social Pirates, 1916
- The Girl from Frisco, 1916
- The City of Dim Faces, 1918
- His Birthright, 1918
- Bonds of Honor, 1919
- The Vanity Pool, 1919
- Thunderbolt Jack, 1920
- The Hellion, 1924
- The Red Rider, 1925
- Reefer Madness, 1936

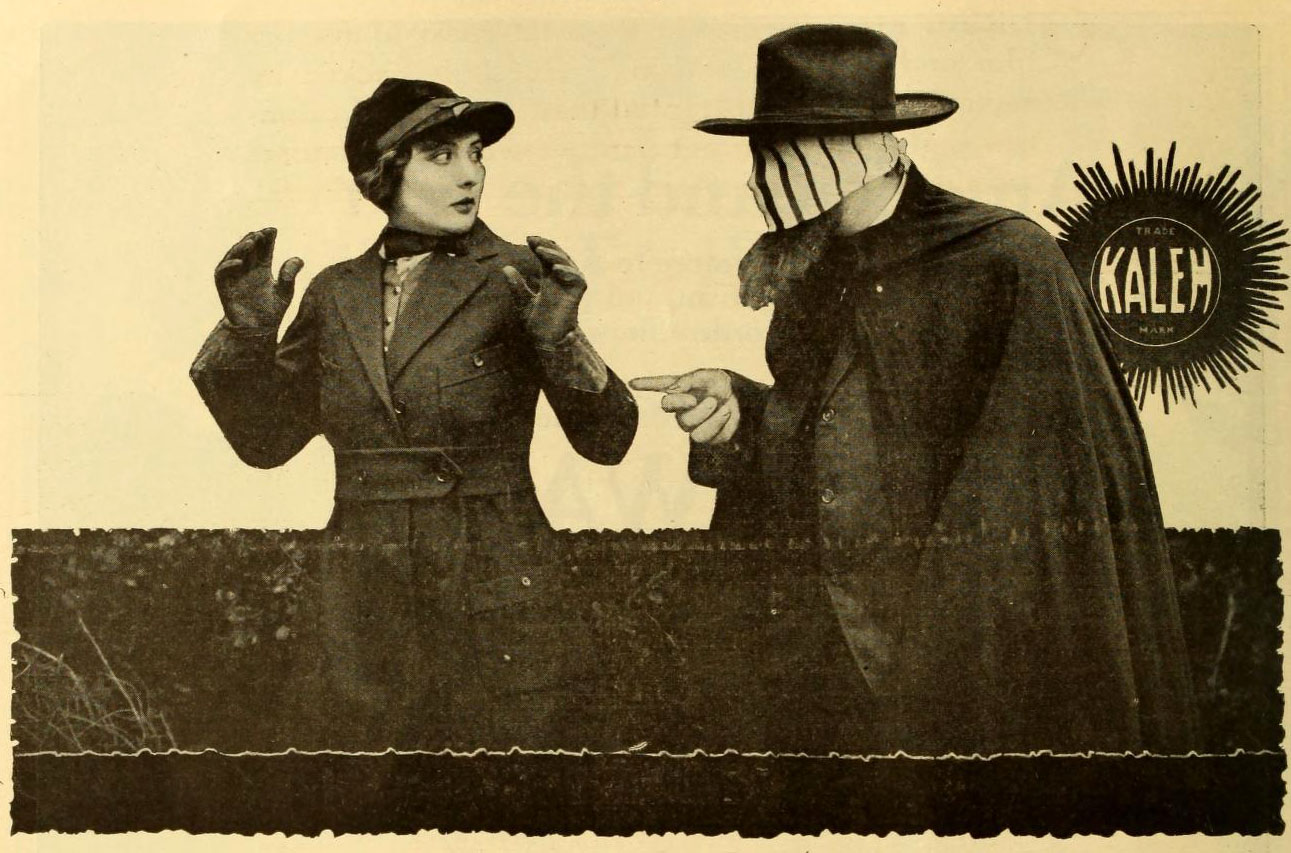
The Black Rider of Tasajara, da série American Girl (1917)

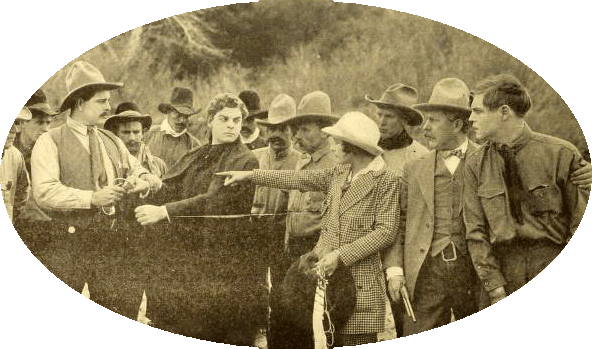
Série The American Girl (1917)

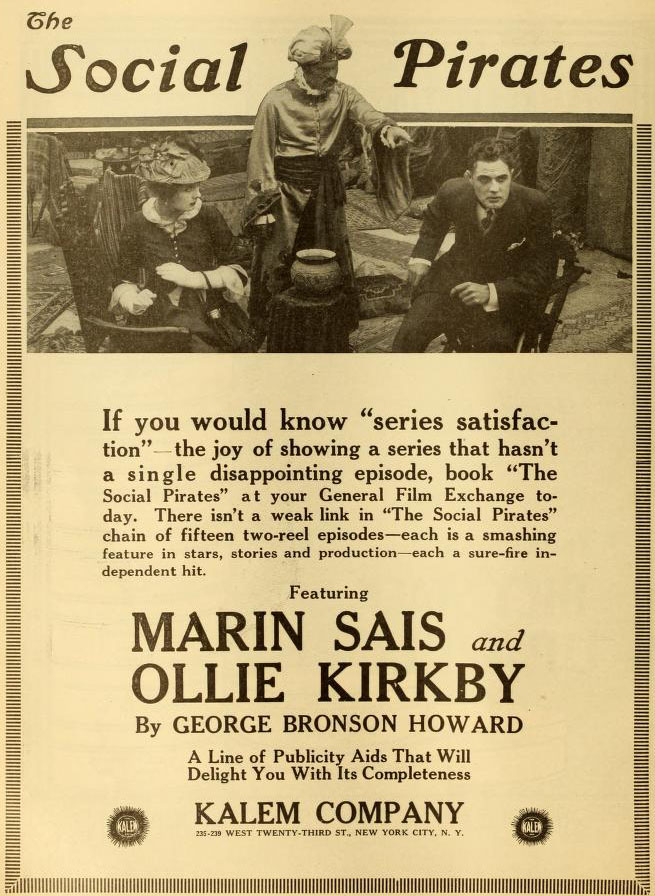
Cartaz do seriado The Social Pirates, de 1916.

- The Shadow, seriado, 1940 (não-creditada)
- Deadwood Dick, seriado, 1940
- Convicted Woman, 1940
- The Iron Claw, seriado, 1941
- Western Lightning Raiders, 1945
- King of the Forest Rangers, seriado, 1946
- The Great Jesse James Raid, 1953